# Danapu
Danapu (kinesiska: 达那普, 达那普乡) är en socken i Kina. Den ligger i den autonoma regionen Tibet, i den sydvästra delen av landet, omkring 240 kilometer väster om regionhuvudstaden Lhasa. Antalet invånare är 2 216. Befolkningen består av 999 kvinnor och 1 217 män. Barn under 15 år utgör 25,0 %, vuxna 15-64 år 67 %, och äldre över 65 år 6,0 %.
Genomsnittlig årsnederbörd är 695 millimeter. Den regnigaste månaden är juli, med i genomsnitt 227 mm nederbörd, och den torraste är november, med 3 mm nederbörd.